# Baldwyn
Baldwyn es una ciudad entre el Condado de Lee y el Condado de Prentiss, Misisipi, Estados Unidos. Según el censo de 2000 tenía una población de 3.321 habitantes.

## Demografía
Según el censo de 2000, había 3.321 personas, 1.331 hogares y 886 familias residiendo en la localidad. La densidad de población era de 111,1 hab./km². Había 1.472 viviendas con una densidad media de 49,2 viviendas/km². El 54,53% de los habitantes eran blancos, el 43,87% afroamericanos, el 0,24% amerindios, el 0,30% de otras razas y el 1,05% pertenecía a dos o más razas. El 0,99% de la población eran hispanos o latinos de cualquier raza.
Según el censo, de los 1.331 hogares en el 33,1% había menores de 18 años, el 42,2% pertenecía a parejas casadas, el 20,2% tenía a una mujer como cabeza de familia, y el 33,4% no eran familias. El 31,5% de los hogares estaba compuesto por un único individuo, y el 15,7% pertenecía a alguien mayor de 65 años viviendo solo. El tamaño promedio de los hogares era de 2,42 personas, y el de las familias de 3,02.
La población estaba distribuida en un 26,8% de habitantes menores de 18 años, un 9,7% entre 18 y 24 años, un 24,1% de 25 a 44, un 21,4% de 45 a 64, y un 18,0% de 65 años o mayores. La media de edad era 36 años. Por cada 100 mujeres había 79,9 hombres. Por cada 100 mujeres de 18 años o más, había 73,5 hombres.
Los ingresos medios por hogar en la localidad eran de 26.016 dólares ($), y los ingresos medios por familia eran 37.598 $. Los hombres tenían unos ingresos medios de 27.162 $ frente a los 21.174 $ para las mujeres. La renta per cápita para la ciudad era de 15.430 $. El 24,0% de la población y el 19,9% de las familias estaban por debajo del umbral de pobreza. El 32,9% de los menores de 18 años y el 23,3% de los habitantes de 65 años o más vivían por debajo del umbral de pobreza.

## Geografía
Según la Oficina del Censo de los Estados Unidos, Baldwyn tiene un área total de 30,0 km² de los cuales 29,9 km² corresponden a tierra firme y 0,1 km² a agua. El porcentaje total de superficie con agua es 0,43%.